# Isotes amazona
Isotes amazona es una especie de insecto coleóptero de la familia Chrysomelidae.
Fue descrita científicamente en 1916 por Julius Weise.